# Zosterops samoensis
Zosterops samoensis là một loài chim trong họ Zosteropidae.